# FNSうたの春まつり
『FNSうたの春まつり』（エフエヌエスうたのはるまつり、英:FNS MUSIC FES. IN SPRING）は、『FNS歌謡祭』『FNSうたの夏まつり』（現：『FNS歌謡祭 夏』）に続く、フジテレビ系列（FNS）で2016年から2017年まで、2022年からは『FNS歌謡祭 春』（エフエヌエスかようさい はる、英:FNS MUSIC FES. SPRING）として毎年1回、3月下旬（春）のゴールデンタイム・プライムタイム（JST）に放送されている日本の春の大型音楽番組である。『FNS歌謡祭』の派生番組である。“春の『FNS歌謡祭』”という称呼もされる。

## 沿革・概要
1974年から毎年冬に『FNS歌謡祭』、2012年から毎年夏に『FNSうたの夏まつり』（現：『FNS歌謡祭 夏』）と、フジテレビ系列で年に2番組の大型音楽番組を放送されてきたが、2016年から春にも放送される。これに伴い、フジテレビ系列で年に3番組の大型音楽番組を放送されることになる。
当番組では、番組ホームページでアンケートして番組側が制作した春の名曲BEST100を「春の名曲100選」と題して発表したり、また、出演アーティスト同士が発売された楽曲を基に、ご本人だから語ることができる自身の名曲の裏エピソードや制作秘話など、それぞれが心に秘める“春うた”の思い出を語り合う番組内容となっている。さらに、桜・梅・花畑などの春をイメージしたセットでの豪華スタジオ・パフォーマンスも披露されている。また、春は門出の季節ということで、ロケ企画として、出演アーティストがスタジオを飛び出して日本全国の学校へ出向き、卒業式にアーティストが飛び入り参加するサプライズ企画が行われている。また、学校に限らず、成人式・職場・被災地などにもアーティストが出向き、サプライズで歌をプレゼントしている。
2016年では、事前に番組ホームページで「卒業式サプライズをしてほしい学校」として卒業式でアーティストにサプライズしてほしい学校と、「教えてください! あなたの春の名曲!!」として好きな春の名曲や番組で聴きたい春の名曲を募集した。
2017年では、2016年と同様で、事前に番組ホームページで「音楽でサプライズしてほしい人」としてサプライズでアーティストに歌のプレゼントをしてほしい人と、「あなたの心に残る春うたは?」として桜・卒業・旅立ちをテーマに好きな春の名曲や番組で聴きたい春の名曲を募集した。
過去の映像を中心に放送するフジテレビ系列の音楽特別番組は、2013年11月2日放送の『FNS名曲の祭典 秘蔵映像で振り返る55年 -NO MUSIC, NO TV.-』以来、約29年ぶりである。
CM前のSE・エンディング曲は、『FNS歌謡祭』の「花咲く歌声」が使用されている。
2016年（第1回）の平均視聴率は13.4%となった（ビデオリサーチ調べ、関東地区・世帯・リアルタイム）。瞬間最高視聴率はサプライズ企画で藤巻亮太が「3月9日」を披露しているシーン（21:36）の17.8%だった。
2017年（第2回）の平均視聴率は9.3%となった（ビデオリサーチ調べ、関東地区・世帯・リアルタイム）。瞬間最高視聴率はスペシャル企画「嵐 フジテレビドラマ主題歌特集」（21:28）の12.7%だった。
2018年は当番組の放送は見送られたが、それに代わる形で『Lone music 特別篇 絆のうた』が同年4月6日 23:00 - 翌0:10に放送された。同じく、2019年も見送られる。3年ぶりに春の放送となるFNS音楽特別番組として、2020年は3月21日に『緊急生放送! FNS音楽特別番組 春は必ず来る』が放送されることになったが、社会情勢を鑑みて急遽編成されたため、番組の性質としては2011年に放送された『FNS音楽特別番組 上を向いて歩こう 〜うたでひとつになろう日本〜』に近い。
2022年は『FNS歌謡祭 春』へ改題されて5年ぶりの放送。ただし、放送時間が例年の4時間半から3時間へ短縮された。
2025年は4月9日に3年ぶりに放送を予定していたが、フジテレビ不適切接待疑惑問題の影響でCMスポンサーのめどが立たず、1月31日に放送中止が明らかにされた。

## 『FNS歌謡祭』『FNSうたの夏まつり』との異なる点
- 番組全体が完全収録（スタジオトーク・スタジオライブ・ロケ企画）。
- VTR企画（春の名曲100選・サプライズ企画）が番組のメインで大半を占める。
- 出演アーティストで楽曲を披露するのは一部でそれ以外はトークのみである。
- 出演アーティストの数が上記の2番組の1/4程度。

など

## 放送データ一覧
- 各年度の平均視聴率はビデオリサーチ調べ、関東地区・世帯・リアルタイム。

### FNSうたの春まつり
| 放送回 | 放送日        | 放送曜日 | 放送時間 （JST） | 放送タイトル           | 総合司会   | 総合司会          | 進行役   | 会場                       | 平均視聴率 |
| 放送回 | 放送日        | 放送曜日 | 放送時間 （JST） | 放送タイトル           | 男性司会者 | 女性司会者        | 進行役   | 会場                       | 平均視聴率 |
| ------ | ------------- | -------- | ---------------- | ---------------------- | ---------- | ----------------- | -------- | -------------------------- | ---------- |
| 第1回  | 2016年3月28日 | 月曜日   | 19:00 - 23:24    | 2016 FNSうたの春まつり | 渡部建     | 森高千里          | 加藤綾子 | フジテレビ本社 「FCGビル」 | 13.4%      |
| 第2回  | 2017年3月22日 | 水曜日   | 19:00 - 23:18    | 2017 FNSうたの春まつり | 渡部建     | 森高千里 加藤綾子 | 不在     | フジテレビ本社 「FCGビル」 | 09.3%      |

### FNS歌謡祭 春
| 放送回 | 放送日        | 放送曜日 | 放送時間 （JST） | 放送タイトル                       | 総合司会   | 総合司会   | 進行役 | 会場                       | 平均視聴率 |
| 放送回 | 放送日        | 放送曜日 | 放送時間 （JST） | 放送タイトル                       | 男性司会者 | 女性司会者 | 進行役 | 会場                       | 平均視聴率 |
| ------ | ------------- | -------- | ---------------- | ---------------------------------- | ---------- | ---------- | ------ | -------------------------- | ---------- |
| 第1回  | 2022年3月23日 | 水曜日   | 19:00 - 21:54    | 2022 FNS歌謡祭 春 名曲ライブラリー | 相葉雅紀   | 永島優美   | 不在   | フジテレビ本社 「FCGビル」 | 08.0%      |

※2025年4月9日に「2025 FNS歌謡祭 春」（仮称）を放送する予定だったが、上述した通り、放送が中止となっている。

## 2016年
3月28日 19:00 - 23:24（JST）に放送。『FNS歌謡祭』『FNSうたの夏まつり』は主にこれまで水曜日に放送され、音組率いるきくち伸CPが制作していたが、当番組は佐々木将CPが制作し月曜日に放送した。『FNS歌謡祭』『FNSうたの夏まつり』と比較してトーク番組の構成に近く、出演アーティストの大半は楽曲を披露しない構成である。

### 出演者

#### 総合司会
- 森高千里
- 渡部建（アンジャッシュ）

#### 進行役
- 加藤綾子（フジテレビアナウンサー）

#### 出演アーティスト
- アグネス・チャン
- いきものがかり
- 石野真子
- 岩崎宏美
- AKB48
- 岡本真夜
- 尾崎亜美
- 川嶋あい
- 菊池桃子
- 榊原郁恵
- THE ALFEE
- 武田鉄矢
- 谷村新司
- T.M.Revolution
- 手嶌葵
- 中川翔子
- NOKKO
- Perfume
- 一青窈
- 藤巻亮太
- Hey! Say! JUMP
- 松崎しげる
- 松本伊代
- ももいろクローバーZ
- RADIO FISH

※スタジオでのトークパートでは、下記の3つのパターンに分けて別撮りで収録。
| パターン | 出演者 |
| -------- | --- |
| A        | アグネス・チャン、石野真子、岩崎宏美、岡本真夜、尾崎亜美、川嶋あい、菊池桃子、榊原郁恵、THE ALFEE、武田鉄矢、谷村新司、NOKKO、松崎しげる、松本伊代 |
| B        | 中川翔子、Perfume、一青窈、藤巻亮太、Hey! Say! JUMP、ももいろクローバーZ                                                                           |
| C        | いきものがかり、AKB48、オリエンタルラジオ、T.M.Revolution、手嶌葵                                                                                  |

#### ナレーター
- バッキー木場 - 番組全体を担当。
- 菊池桃子 - 「サプライズ企画」を担当。

### セットリスト（スタジオライブ）
| 順番 | アーティスト     | 楽曲                               |
| ---- | ---------------- | ---------------------------------- |
| 1    | 一青窈           | ハナミズキ (2004)                  |
| 2    | T.M.Revolution   | HEART OF SWORD 〜夜明け前〜 (1996) |
| 3    | いきものがかり   | SAKURA (2006)                      |
| 4    | ALL LINE UP      | 旅立ちの日に (1991)                |
| 5    | 手嶌葵           | 明日への手紙                       |
| 6    | AKB48            | 君はメロディー                     |
| 7    | Perfume          | FLASH                              |
| 8    | RADIO FISH       | PERFECT HUMAN                      |
| 9    | 藤巻亮太         | 日日是好日                         |
| 10   | せんせーションズ | さよならセンセーション             |

### サプライズ企画
3月は門出の季節ということで、日本全国の学校へ出向き、卒業式にアーティストが飛び入り参加して歌のプレゼントをするサプライズのロケ企画が行われた。

### 春の名曲100選
番組ホームページでアンケートして番組側が制作した春の名曲100選を「2千人が選ぶ今聴きたい春の名曲100選」と題して、過去に放送された『FNS歌謡祭』『MUSIC FAIR』『夜のヒットスタジオ』『HEY!HEY!HEY!』『僕らの音楽』などの音楽番組で披露された映像を基に、100から1までのカウントダウンで発表した（ランキングではない）。

### 卒業式で唄われた曲ベスト5
番組前半には、「全国600校に徹底調査!! 2016年の卒業式で唄われた曲ベスト5」と題して、日本全国600校以上に番組スタッフが電話取材し、卒業式で歌唱する曲を徹底リサーチした。そのデータを元に、「2016年版 リアル卒業式BEST5」を発表した。また、第1位の「旅立ちの日に」が、1991年に埼玉県秩父市立影森中学校の教員によって作られた合唱曲で、作詞は当時の校長であった小嶋登、作曲は音楽教諭の坂本浩美（現・高橋浩美）であることや、2007年にSMAPがカバーしたことなどがVTRで紹介され、VTR明けには上記の出演アーティスト11組のコラボレーションで披露された。

## 2017年
3月22日 19:00 - 23:18（JST）に放送。昨年は月曜日に放送されたが、今年は『FNS歌謡祭』『FNSうたの夏まつり』のFNS歌謡祭シリーズの例年通りで水曜日に放送された。ただし、当番組が水曜日に放送されるのはこれが初となる。制作は、『FNS歌謡祭』『FNSうたの夏まつり』『Love music』のスタッフが担当。
昨年に引き続き、好評だったサプライズロケ企画が行われて、参加者を番組ホームページで募集した。
今回は、「嵐が新曲『I'll be there』テレビ初披露!!」「サプライズ企画豪華5本立て（下記参照）」「祝30周年!! 月9ドラマ伝説の名シーンがよみがえる!!」「あなたの心に残る春うたは? 春の名曲100選」「宝塚歌劇団 月組による一夜限りの豪華絢爛ショー」といったスペシャル企画を含めた5個のみどころが設けられていた。
サプライズ企画では、「漁師の青年にAKB48がサプライズ成人式」「台風で大打撃! 北海道南富良野町に大黒摩季が!!」「藤巻亮太が『3月9日』を吹奏楽部とサプライズ共演」「たった31名の卒業生に贈るWANIMAサプライズライブ」「大分の中学生にLittle Glee Monsterが『旅立ちの日に』を届ける」と、昨年より多めの5本立てで放送された。
AKB48、藤巻亮太以外の出演アーティストは当番組初出演だった。
番組ホームページでは、2017年夏（『2017 FNSうたの夏まつり』）と2018年春に向けて、引き続き、サプライズしてほしい人を募集していたが諸事情により企画自体が見送られた。
ちなみに、サプライズ企画や月9特集などが多めの番組構成だったため、スタジオライブで楽曲を披露したのは嵐と宝塚歌劇団 月組の2組のみだった。

### 出演者

#### 総合司会
- 森高千里
- 渡部建（アンジャッシュ）
- 加藤綾子（フリーアナウンサー）

#### 出演アーティスト
- 嵐
- イルカ
- AKB48
- 大黒摩季
- 宝塚歌劇団 月組[注 11]
- 西野カナ
- 乃木坂46[注 12]
- ピコ太郎
- 藤巻亮太
- 南野陽子
- miwa
- 森口博子
- 森山直太朗
- 森山良子
- Little Glee Monster
- WANIMA

#### トークゲスト
相葉雅紀、武井咲、滝藤賢一 - 月9ドラマ『貴族探偵』キャスト
永野芽郁、三浦翔平 - 映画『ひるなかの流星』キャスト
※スタジオでのトークパートでは、下記の3つのパターンに分けて別撮りで収録。
| パターン | 出演者                                                    |
| -------- | --------------------------------------------------------- |
| A        | イルカ、ピコ太郎、藤巻亮太、miwa、森口博子、森山良子      |
| B        | 相葉雅紀、武井咲、滝藤賢一                                |
| C        | 宝塚歌劇団 月組、西野カナ、乃木坂46、南野陽子、森山直太朗 |

#### ナレーター
- バッキー木場 - 番組全体を担当。
- 菊池桃子 - 「サプライズ企画」を担当。
- 柏木由紀 - AKB48の「サプライズ企画」で菊池の代わりに担当。

### セットリスト（スタジオライブ）
| 順番 | アーティスト    | 楽曲             |
| ---- | --------------- | ---------------- |
| 1    | 嵐              | I'll be there    |
| 2    | 宝塚歌劇団 月組 | すみれの花咲く頃 |

### サプライズ企画
日本全国各地へ出向き、アーティストが歌のプレゼントをするサプライズのロケ企画が行われた。

### 春の名曲100選
番組ホームページでアンケートして番組側が制作した春の名曲100選を「1万5千人が選ぶ春の名曲100選」と題して、過去に放送された『FNS歌謡祭』『FNSうたの春まつり』『MUSIC FAIR』『夜のヒットスタジオ』『HEY!HEY!HEY!』『僕らの音楽』などのフジテレビの音楽番組や各アーティストのライブで披露された映像を基に、100から1までのカウントダウンで発表した（この番号はランキングではなく、各曲の票数も不明である）。

### 月9ドラマ 30周年ヒストリー
番組後半には、『フジテレビ月曜9時枠の連続ドラマ』（通称：月9）が1987年に創設されて今年で30周年を迎えた記念で、歴代大ヒット月9ドラマをダイジェストで振り返った。

### 嵐 フジテレビドラマ主題歌特集
同じく、番組後半には、嵐の歴代のフジテレビドラマ主題歌を各ドラマの映像や『FNS歌謡祭』『FNSうたの夏まつり』『HEY!HEY!HEY!』などのフジテレビの音楽番組で披露された映像と共にダイジェストで振り返った。

## ネット局
| 放送対象地域   | 放送局             | 系列                                         | 備考   |
| -------------- | ------------------ | -------------------------------------------- | ------ |
| 関東広域圏     | フジテレビ         | フジテレビ系列                               | 制作局 |
| 北海道         | 北海道文化放送     | フジテレビ系列                               |        |
| 岩手県         | 岩手めんこいテレビ | フジテレビ系列                               |        |
| 宮城県         | 仙台放送           | フジテレビ系列                               |        |
| 秋田県         | 秋田テレビ         | フジテレビ系列                               |        |
| 山形県         | さくらんぼテレビ   | フジテレビ系列                               |        |
| 福島県         | 福島テレビ         | フジテレビ系列                               |        |
| 新潟県         | NST新潟総合テレビ  | フジテレビ系列                               |        |
| 長野県         | 長野放送           | フジテレビ系列                               |        |
| 静岡県         | テレビ静岡         | フジテレビ系列                               |        |
| 富山県         | 富山テレビ         | フジテレビ系列                               |        |
| 石川県         | 石川テレビ         | フジテレビ系列                               |        |
| 福井県         | 福井テレビ         | フジテレビ系列                               |        |
| 中京広域圏     | 東海テレビ         | フジテレビ系列                               |        |
| 近畿広域圏     | 関西テレビ         | フジテレビ系列                               |        |
| 島根県・鳥取県 | 山陰中央テレビ     | フジテレビ系列                               |        |
| 岡山県・香川県 | 岡山放送           | フジテレビ系列                               |        |
| 広島県         | テレビ新広島       | フジテレビ系列                               |        |
| 愛媛県         | テレビ愛媛         | フジテレビ系列                               |        |
| 高知県         | 高知さんさんテレビ | フジテレビ系列                               |        |
| 福岡県         | テレビ西日本       | フジテレビ系列                               |        |
| 佐賀県         | サガテレビ         | フジテレビ系列                               |        |
| 長崎県         | テレビ長崎         | フジテレビ系列                               |        |
| 熊本県         | テレビ熊本         | フジテレビ系列                               |        |
| 鹿児島県       | 鹿児島テレビ       | フジテレビ系列                               |        |
| 沖縄県         | 沖縄テレビ         | フジテレビ系列                               |        |
| 大分県         | テレビ大分         | 日本テレビ系列 フジテレビ系列                |        |
| 宮崎県         | テレビ宮崎         | 日本テレビ系列 フジテレビ系列 テレビ朝日系列 |        |

## スタッフ
- 構成：山内浩嗣
- 美術プロデューサー：三竹寛典
- アートコーディネーター：鈴木あみ
- 大道具：宮路博貴、井田正也
- アクリル装飾：犬塚健
- アートフレーム：坂脇伸吾
- 電飾：桑島亮太
- 植木装飾：後藤健
- 生花装飾：山寺由美
- 視覚効果：倉谷美奈絵
- ファイバーワーク：北川豊子
- メイク：山田かつら
- 楽器：島津哲也
- TD：米山和孝、橋本達也
- SW：馬塲義土
- CAM：片野裕史
- VE：久保島春樹
- 音声：伊藤裕二、吉永哲也
- PA：大島啓光、渡眞利泰樹
- 照明：大野遙平
- 回線：安藤悠人
- プロンプター：齋藤淳之介、河本祥太
- CG：古畑資展、渡辺之雄
- 編集：小島嘉隆、永井慎二、藤田拓斗
- MA：高橋誠一郎
- 音響効果：温水義成
- 編成：長嶋大介
- 広報：北村桃子
- ホームページ：城増美、渋沢恵
- TK：平野美紀子
- デスク：富張明子
- 会場整理：坂井伸治
- 協力：ハーフトーンミュージック、デジタルスペック、E&W・尾形船 あみ達
- 美術協力：フジアール、チトセアート、ナカムラ綜美、エスケイシステム、テルミック、東京特殊効果、京花園、野沢園、山田かつら
- 技術協力：fmt、共同テレビジョン、サンフォニックス、放映サービス、田中電設、ワンツー・ワンツー、PCライツ、明光セレクト、4-Legs、東京TUBE
- ロケ技術協力：関西テレビ、テレビ愛媛、大阪共立、YBE
- 衣装協力：Karaln、Mystrada
- エグゼクティブ・プロデューサー：石田弘
- ゼネラルプロデューサー：中嶋優一
- 制作進行：渡辺由貴、相場優衣子
- ディレクター：松本絵理、川上惇、黒岩栄治、阪本玲以、小野瀬瑞貴、後藤悠樹、吉田誠、花輪研斗
- プロデューサー：中村峰子、宇賀神裕子、土田芳美、後藤夏美、加藤万貴、早川和希・黒木彰一、五十嵐剛
- チーフプロデューサー：三浦淳
- 演出・プロデュース：浜崎綾
- 総合演出：島田和正
- 制作：佐々木将、太田一平
- 制作：フジテレビ編成制作局制作センター第二制作室
- 制作著作：フジテレビ

### 過去のスタッフ
- 構成：大野ケイスケ
- 音楽監修：武部聡志
- 美術進行：西嶋友里
- 大道具：浅見大、楢崎善正
- アートフレーム：三浦文裕
- 電飾：後藤佑介、岩瀬直孝
- CAM：京田航
- ロケCAM：袖垣竜也
- 照明デザイン：植松晃一
- 照明：西野大介、内山晶裕
- 音声：太田宗孝
- PA：松田勝治
- 楽器：島津哲也
- 編集：財城敬
- MA：木村亮允
- 音響効果：中田圭三
- 広報：佐藤未郷
- 宣伝：斎藤千可子
- ホームページ：鈴木小織
- TK：槇加奈子
- デスク：谷山里美
- 協力：IMAGICA、スコープ
- 美術協力：エイチ・ツー、ファイバーワーク
- 技術協力：SHURE JAPAN
- ロケ技術協力：北海道文化放送、テレビ西日本、オーテック、ビデオステーション・キュー、ハートス、松崎照明イン九州、ニユーテレス、スウィッシュ・ジャパン
- ロケ協力：南富良野町役場、宮城県北部船主協会、鈴香漁業
- ディレクター：松清弘卓、松永健太郎、浅尾和寿、佐藤正樹、大野悟、志賀一寿、唐雅則
- プロデューサー：若林美樹、河本晃典
- チーフプロデューサー：板谷栄司
- 制作：金田耕司、夏野亮